# 太白镇 (合水县)
太白镇，是中华人民共和国甘肃省庆阳市合水县下辖的一个乡镇级行政单位。

## 行政区划
太白镇下辖以下地区：
太白镇社区、太白村、安子坪村、莲花寺村、葫芦河村、连家砭村、牛车坡村、连家砭林场、平定川林场和太白林场。